# Giovanni Gagini (senior)

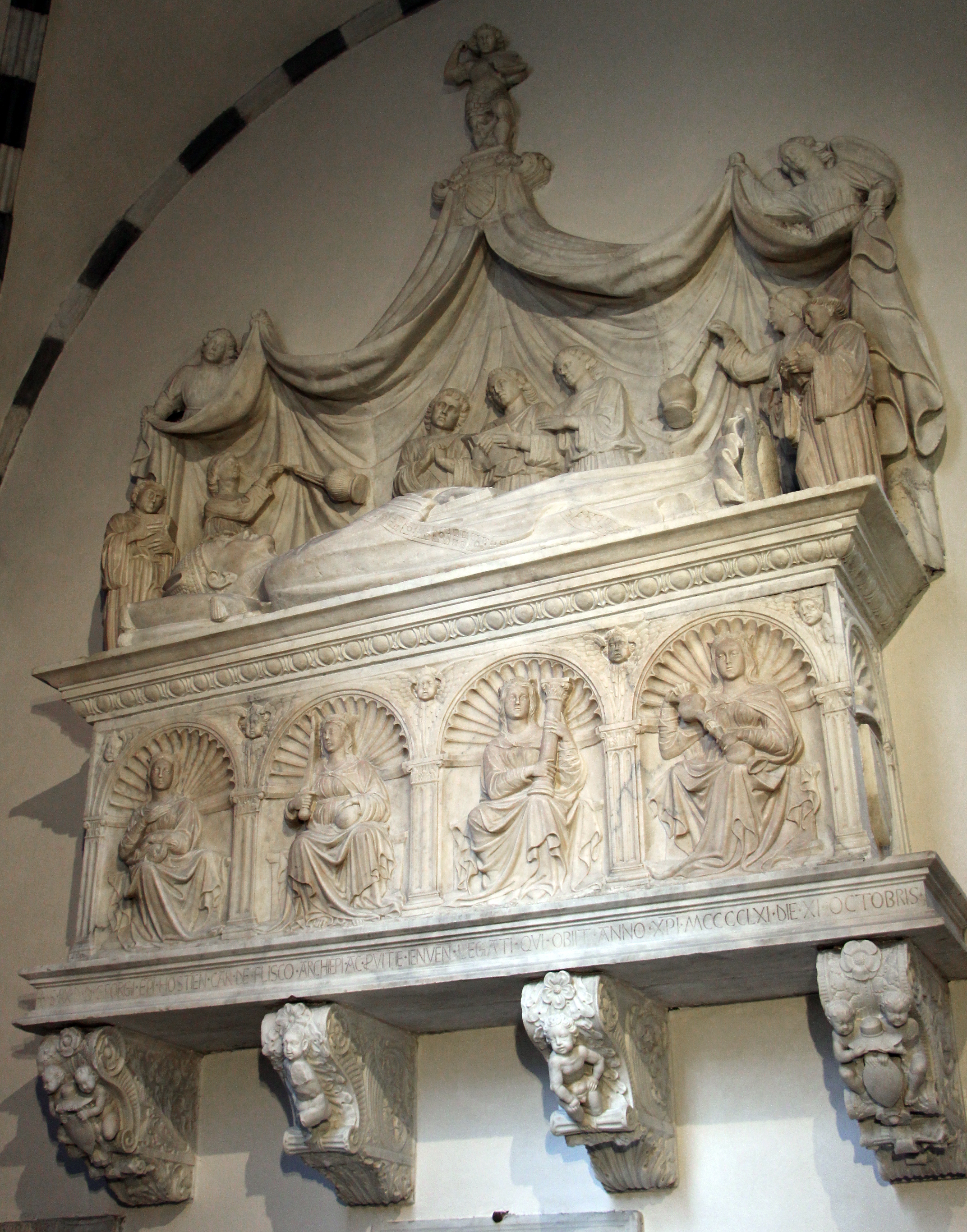
Monumento funebre di Giorgio Fieschi.

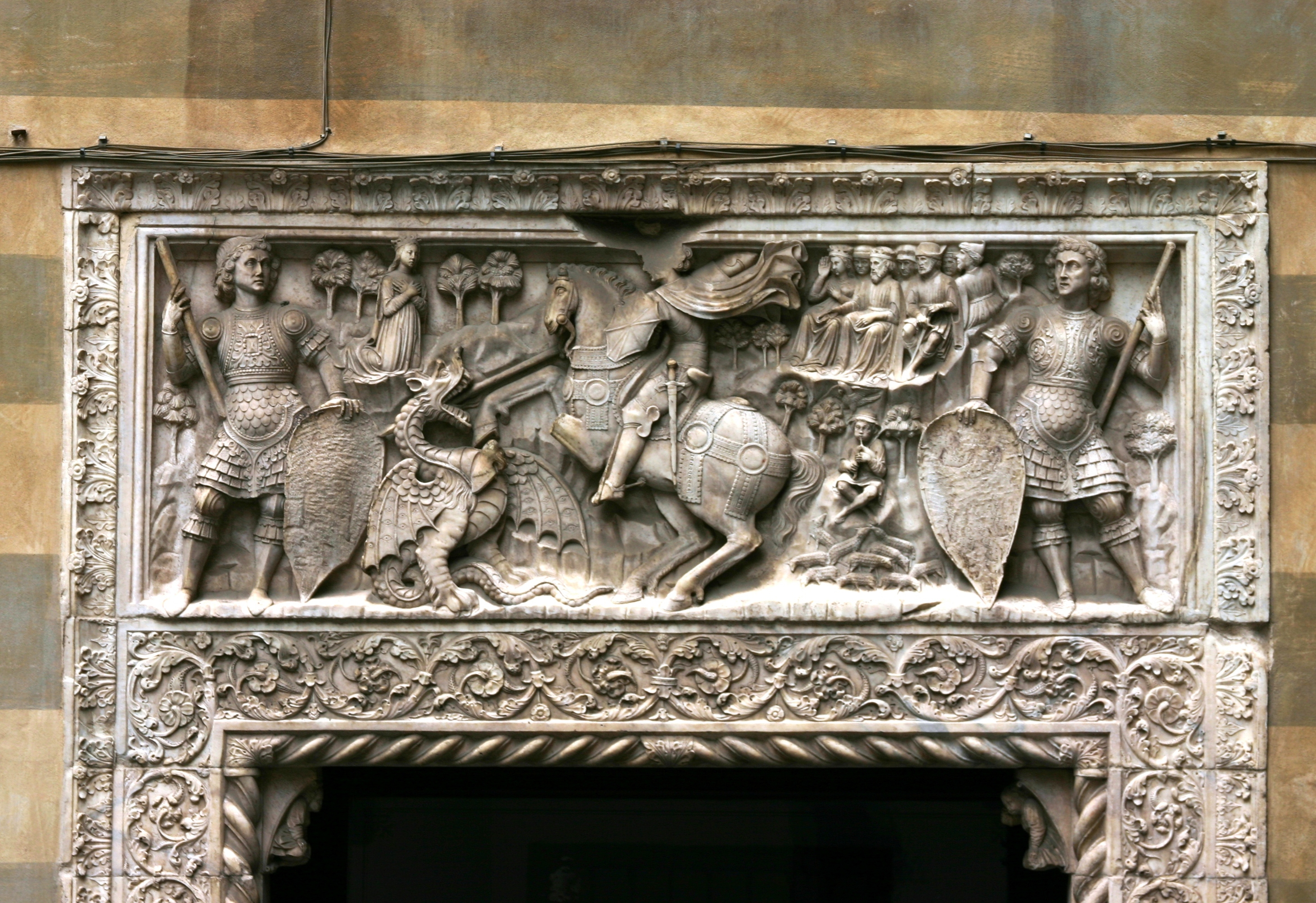
Portale, Palazzo Quartara, Genova.

Giovanni Gagini o Gaggini o Giovanni da Bissone (Bissone, 1449 – Mendrisio, 1517) è stato uno scultore italiano attivo in Liguria nel rinascimento.

## Biografia
Figlio di Beltrame, fratello di Giovanni e Pace, nipote di Elia Gagini. 
Scultore e architetto particolarmente operoso a Genova nella seconda metà del XV secolo, autore di una serie di portali di palazzi e chiese cittadine, monumenti sepolcrali, opere caratterizzate da una ricca decorazione ornamentale.

## Opere
- 1450, Rosone in marmo bianco formato da dodici colonnine radisnti da un Agnus Dei, decorate con motivi floreali, putti, ippogrifi,maschere, sulla facciata della chiesa parrocchiale di San Michele Arcangelo a Pigna (Im)
- 1452, Portale, manufatto marmoreo realizzato in collaborazione con Leonardo Riccomanni, opera presente nella sacrestia della chiesa di Santa Maria di Castello di Genova.[2]
- 1453, Portale, manufatto marmoreo, opera presente nella Loggia dell'Annunciazione della chiesa di Santa Maria di Castello di Genova.[3]
- 1457, Portale, manufatto marmoreo con raffigurazioni nel sopraporta di San Giorgio e il drago - guerrieri che reggono stemmi - cornici a girali di fiori e frutta, opera presente nel prospetto del Palazzo Quartara di Genova.[4]
- 1460, Portale, manufatto marmoreo realizzato con raffigurazioni di San Giorgio, opera presente nel prospetto del Palazzo Valdettaro Fieschi di Genova.[5]
- 1461, Sepolcro, monumento funebre di Giorgio Fieschi, opera presente nella Cappella di San Giorgio della cattedrale di San Lorenzo di Genova.[6]
- XV secolo, Portale, manufatto marmoreo realizzato in collaborazione con Donato Rodari, opera presente nel fianco destro della basilica di Santa Maria delle Vigne di Genova.[7]

## Galleria d'immagini

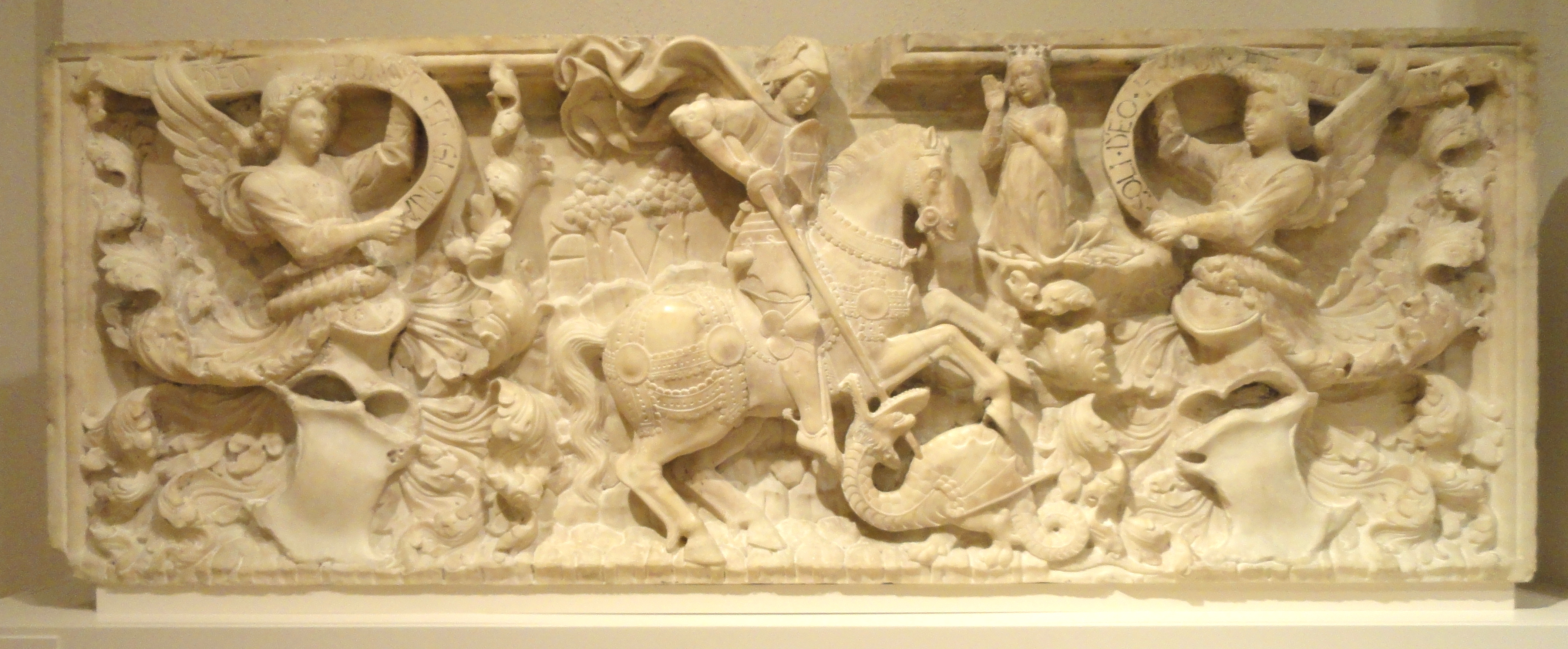
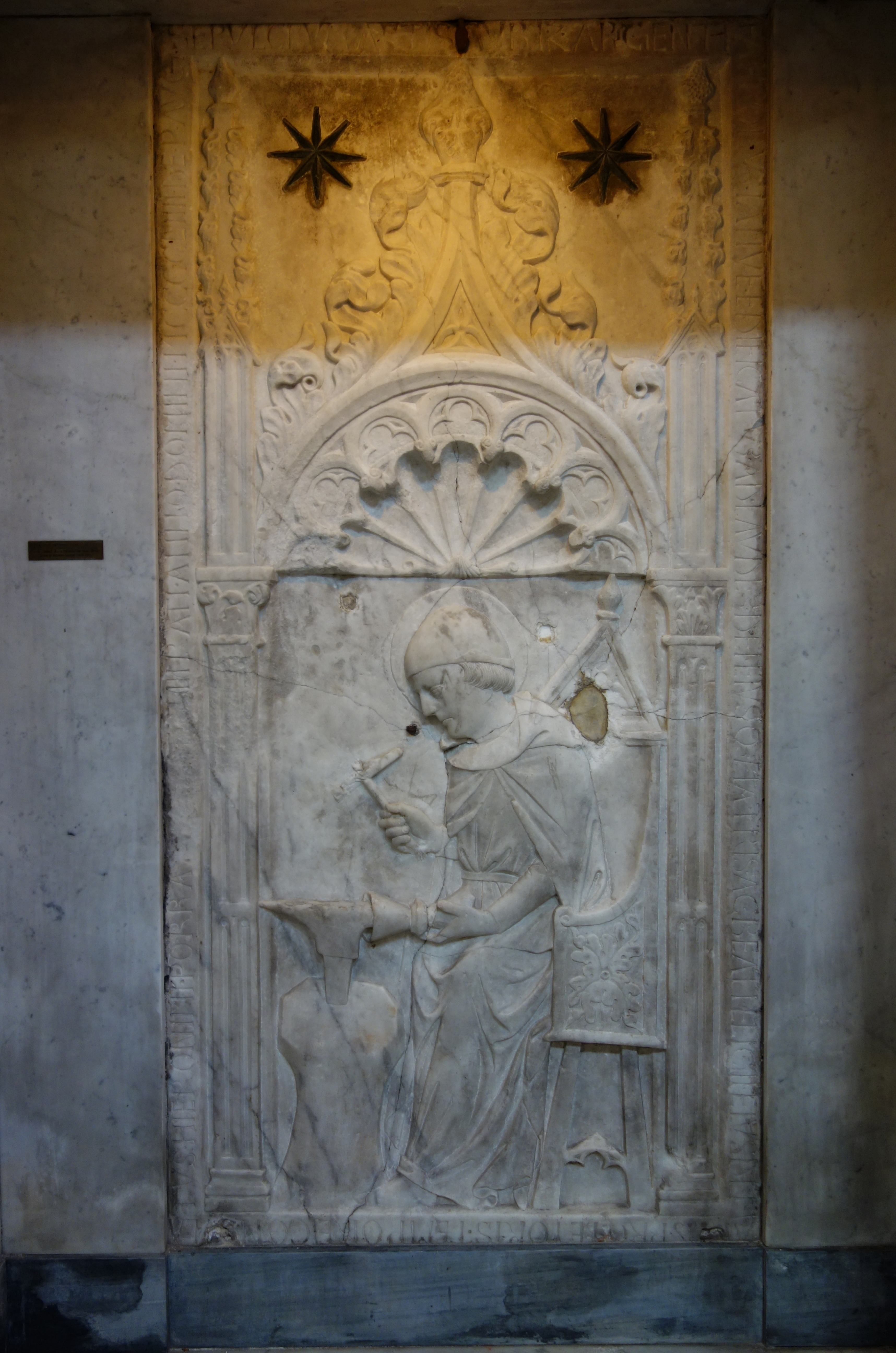
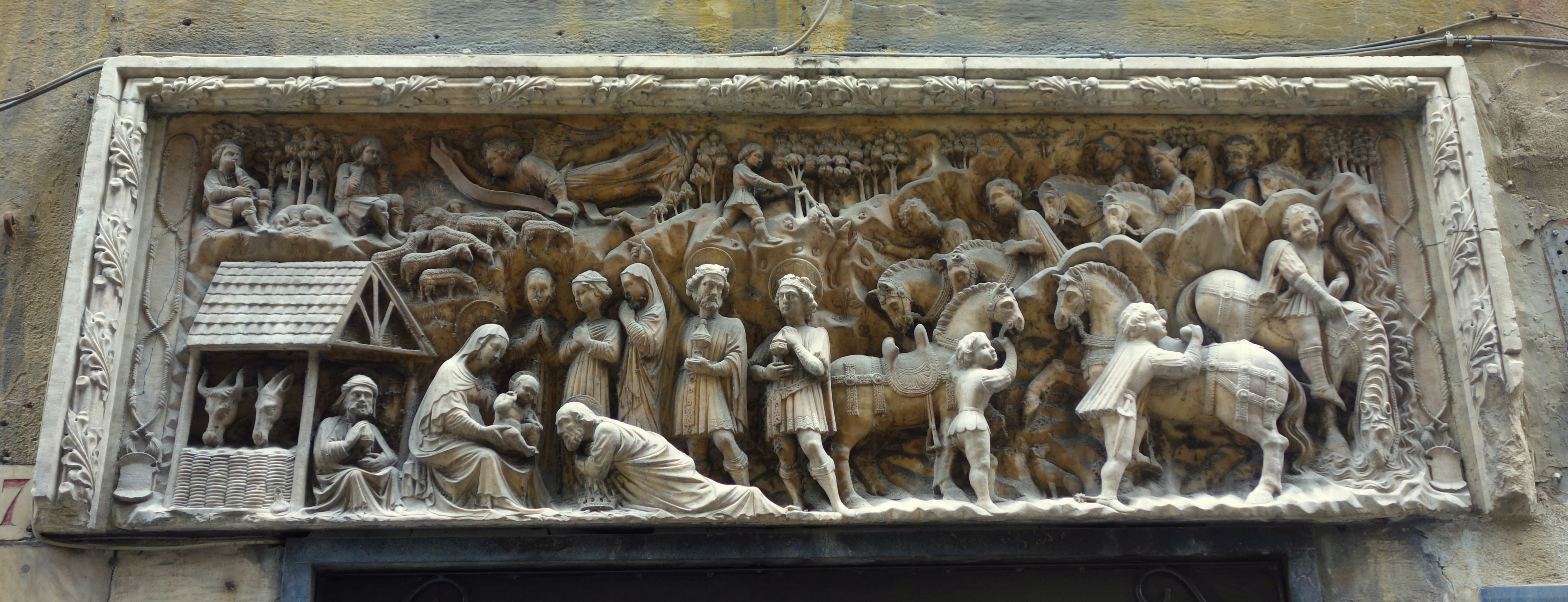